# Rue Caroline
La rue Caroline est une voie du 17e arrondissement de Paris, en France.

## Situation et accès
La rue Caroline est une voie publique située dans le 17e arrondissement de Paris. Elle débute au 7, rue Darcet et se termine au 6, rue des Batignolles.

## Origine du nom

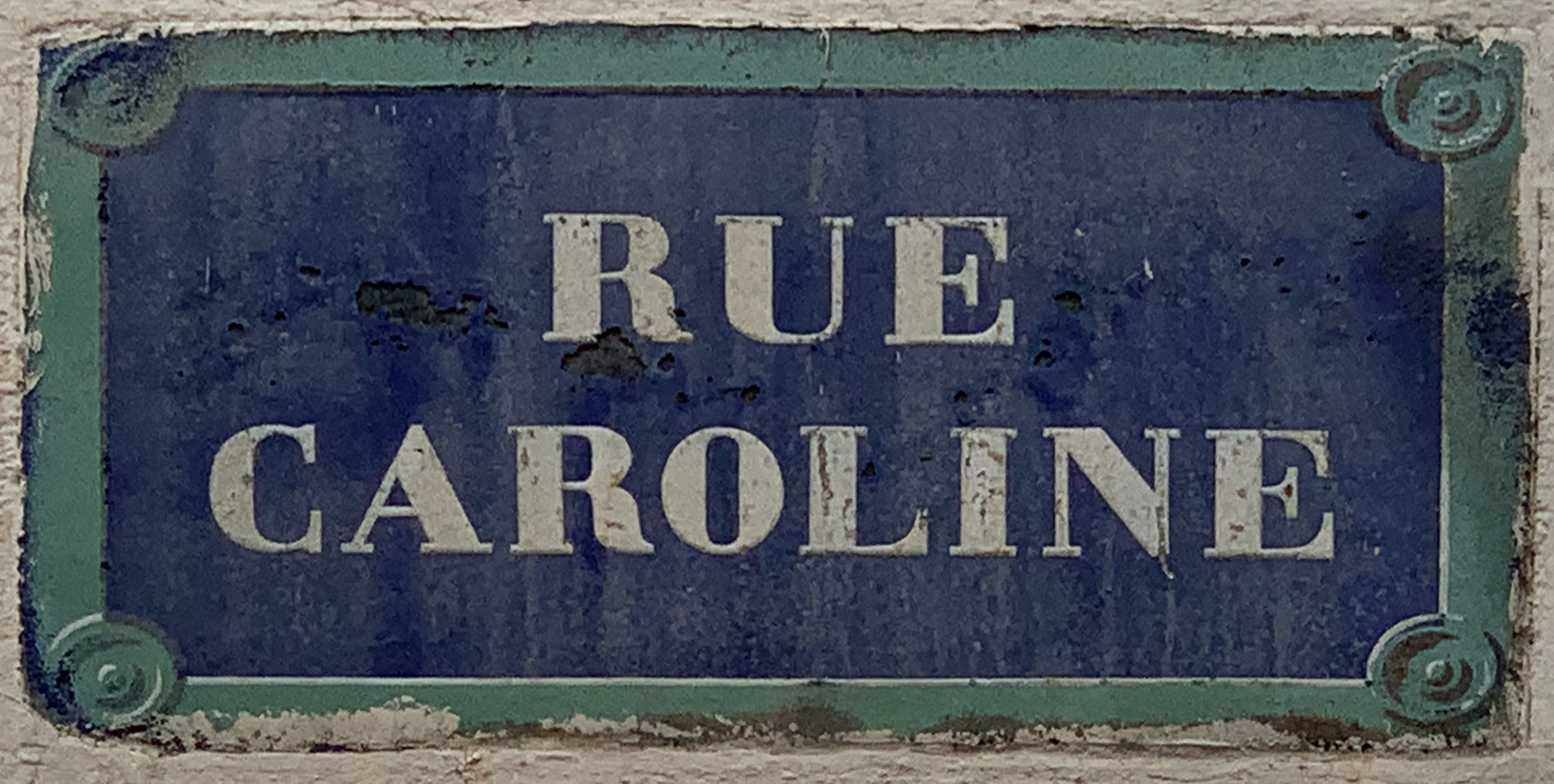
Plaque de la rue.

Elle porte le prénom de la femme d'un des anciens propriétaires. En effet, à partir des années 1820, les spéculateurs achètent des terrains bon marché aux Batignolles où ils construisent quelques maisons de campagne en traçant de nouvelles rues et les propriétaires ont le droit de donner le nom qu'ils désirent à la voie qu'ils créent sur leur terrain. Les bourgeois de Paris apprécient ces maisons peu coûteuses au rez-de-chaussée agrémentées d'un petit jardin où ils peuvent se reposer le dimanche en respirant l'air pur venu des campagnes. 

## Historique
La rue est ouverte, dans l'ancienne commune des Batignolles, sous sa dénomination actuelle en 1833 puis est classée dans la voirie de Paris par décret du 23 mai 1863.
Au no 4 habitait le peintre Abel Truchet.[réf. nécessaire]